# 小行星1082
小行星1082（1082 Pirola）是一颗围绕太阳公转的小行星。1927年10月28日，卡爾·威廉·萊茵姆特在海德堡发现了此天体。
該小行星以鹿蹄草命名。
这颗小行星的绝对星等为10.55等。